# یورش (فیلم ۲۰۱۱)
یورش (اندونزیایی: Serbuan Maut به معنای حمله مرگبار) یک فیلم اکشن و دلهره‌آور محصول سال ۲۰۱۱ سینمای اندونزی به نویسندگی، کارگردانی و تدوین گارث اونس با بازی ایکو اویس است. در این فیلم، یک تیم نخبه وظیفه نفوذ به ساختمانی بلند را دارند که توسط یک قاچاقچی بی رحم در محله‌های فقیر نشین جاکارتا اداره می‌شود.
پس از نمایش جهانی آن در جشنواره بین‌المللی فیلم تورنتو این فیلم نقدهای مثبتی از منتقدان دریافت کرد. نام فیلم به یورش: رستگاری در ایالات متحده تغییر یافت زیرا توزیع کننده سونی پیکچرز کلاسیکس نتوانست حقوق عنوان را تضمین کند. همچنین به ایوانز اجازه داد تا عناوین آینده این مجموعه را برنامه‌ریزی کند. اکران فیلم در ایالات متحده دارای موسیقی متنی است که توسط مایک شینودا و جوزف تراپنس ساخته شده‌است. در ایالات متحده به صورت دی‌وی‌دی و بلوری در ۱۴ اوت ۲۰۱۲ منتشر شد. دنباله‌ای با نام یورش ۲، در سال ۲۰۱۴ منتشر شد. هر دو فیلم هنر رزمی سنتی اندونزیایی پنچاک سیلات را با طراحی مبارزه به رهبری اویس و یایان روحیان به نمایش می‌گذارند. فیلم سوم در نظر گرفته شد، اما کارگردان تصمیم گرفت که فعلاً با این پروژه ادامه ندهد.

## داستان
تیمی ۲۰ نفره از نیروهای ویژه پلیس اندونزی در مأموریت خود در یک ساختمان ۳۰ طبقه که توسط فردی شرور اداره می‌شود، به دام می‌افتند. داستان فیلم به روایت درگیری و تقلای این تیم بیست نفره برای رهایی از این ساختمان که مملو از تبه‌کاران است می‌پردازد.

## گیشه
در اندونزی، این فیلم در سال ۲۰۱۲، ۱٫۸۴۴٫۸۱۷ بلیت در گیشه فروخت. در اندونزی، تقریباً ۲۵۰٫۰۰۰ نفر فیلم را در چهار روز اول اکران تماشا کردند، و برای کشوری که تنها حدود ۶۶۰ سینما در سراسر کشور دارد، شرکت بزرگی در نظر گرفته شد. از ۸ جولای ۲۰۱۲، این فیلم در آمریکای شمالی ۴٬۱۰۵٬۱۲۳ دلار فروخت. این فیلم در خارج از اندونزی حدود ۹٫۳ میلیون دلار فروخت.